# Meadow (Teksas)
Meadow je gradić u američkoj saveznoj državi Teksas. Prema popisu stanovništva iz 2010. u njemu je živjelo 593 stanovnika.